# GR-72
El GR-72 o Ruta de los Campurrianos es un sendero de Gran Recorrido que está previsto enlace Reinosa con Santillana del Mar, en la comunidad autónoma de Cantabria (España), siguiendo una vieja ruta de trashumancia ganadera entre los puertos de Campoo y los valles del "país bajo" o Asturias de Santillana. Su trazado discurre en su mayor parte por zonas altas, a través de brañas (pastizales de altura) y entre extensos bosques de roble y haya, adentrándose en el Parque natural de Saja-Besaya y discurriendo por las cercanías de la divisoria montañosa entre ambas cuencas. Desde Reinosa hasta Aradillos seguirá el itinerario del GR-1. Está en proyecto y aún no se encuentra señalizado.
- Datos: Q5872946